# 谭建兰
谭建兰（1968年1月—），重庆人，土家族，中国民主建国会会员。中华人民共和国政治人物、第十三届全国人民代表大会重庆市代表。

## 生平
2018年2月24日，当选为第十三届全国人大代表。